# Ryszard Zając
Ryszard Marek Zając (ur. 15 marca 1959 w Czeladzi) – polski polityk, dziennikarz, poseł na Sejm RP II kadencji.

## Życiorys
Jest wnukiem cichociemnego Józefa Zająca. Absolwent Liceum Handlowego w Tarnowskich Górach. W latach 1985–1987 był zakonnikiem w Zakonie Braci Mniejszych franciszkanów-reformatów (Ordo Fratrum Minorum Strictioris Observantiae). W latach 1987–1989 był działaczem opozycji demokratycznej, redaktorem i wydawcą nielegalnego pisma „Bajtel”, pracownikiem podziemnego Wydawnictwa Prasowego „Myśl”.
Za 1987 rok w kategorii „gazet – wolnych ptaków” wydawane przez niego pismo bezdebitowe otrzymało Nagrodę im. „Po Prostu”, nielegalnego wówczas Stowarzyszenia Dziennikarzy Polskich.
W 1989, podczas wyborów parlamentarnych, był kierownikiem Biura Wyborczego „Niespodzianka” Warszawskiego Komitetu Obywatelskiego „Solidarność”.
We wrześniu 1989 odbył staż dziennikarski w Fundacji „Science Com” w Nantes oraz w sekcji polskiej Radia France Internationale w Paryżu. W 1990 był współredaktorem „Bez Cenzury”, kolumny opozycyjnej w „Trybunie Śląskiej” oraz audycji w katowickiej TVP.
W latach 90. zaangażował się po stronie Sojuszu Lewicy Demokratycznej i środowisk antyklerykalnych, udzielał się m.in. na łamach tygodnika „Nie”. Był posłem SLD na Sejm RP II kadencji w latach 1993–1997. W 2001 był zastępcą redaktora naczelnego tygodnika „Fakty i Mity”.
Obecnie prezes Fundacji dla Demokracji, m.in. zaangażowany w propagowanie wiedzy o Cichociemnych.